# Boucan-Carré
Boucan-Carré (em crioulo, Boukan Kare), é uma comuna do Haiti, situada no departamento do Centro e no arrondissement de Mirebalais. De acordo com o censo de 2003, sua população total é de 53.000 habitantes.